# Monanthes polyphylla
Monanthes polyphylla là một loài thực vật có hoa trong họ Crassulaceae. Loài này được (Aiton) Haw. miêu tả khoa học đầu tiên năm 1821.